# Calle Boylston
La calle Boylston es una vía importante que va de este a oeste en la ciudad de Boston (Estados Unidos). Comienza en el vecindario Chinatown de Boston, forma el límite sur de Boston Public Garden y Boston Common, atraviesa Back Bay y termina en el vecindario Fenway.

## Nombre
Hacia en 1722 la calle Boylston ya existía y era un camino corto en las afueras de la ciudad, conocido como Frogg Lane o Frog Lane. Más tarde se le cambió el nombre a Ward Nicholas Boylston, filántropo y benefactor de la Universidad de Harvard. Boylston, que era descendiente de Zabdiel Boylston, nació en Boston y pasó gran parte de su vida allí. El mercado de Boylston y la ciudad de Boylston también le deben su nombre.

## Recorrido
De este a oeste, la calle Boylston de Boston comienza en la intersección de las calles Essex y Washington en el barrio chino de Boston, en el borde del centro de Boston. Es una calle de sentido único que corre de oeste a este desde la calle Tremont hasta la calle Washington. Al oeste de la calle Tremont, corre a lo largo del borde sur de Boston Common y Boston Public Garden. Al oeste de la calle Arlington, es una calle de sentido único que corre hacia el este y forma una importante arteria de tráfico y una calle comercial a través del vecindario de Back Bay, donde pasa por el lado norte de Copley Square. 
Al oeste del vecindario de Back Bay, la calle se cruza con Fenway para formar el límite norte de Back Bay Fens. Aquí se cruza con el viaducto de Charlesgate, conectando con Storrow Drive. Al oeste de esta intersección, la calle transporta el tráfico en ambas direcciones como una calle de dos sentidos y seis carriles a través del vecindario Fenway de Boston. Atraviesa edificios altos de uso mixto una cuadra al sur de Fenway Park antes de terminar en la intersección de Park Drive, Brookline Avenue y Riverway.
El edificio MIT Rogers estaba en 497 Boylston Street cuando el MIT tenía su campus original en Boston, antes de mudarse a Cambridge en 1916. Una placa en el edificio sirve como conmemoración.
El 15 de abril de 2013, 666 Boylston Street fue el escenario de dos detonaciones explosivas que ocurrieron durante la carrera de la 117 maratón de Boston, que mataron a 3 personas e hirieron al menos a 264.

### Puntos de referencia
- 500 Boylston Street: un edificio de oficinas posmoderno
- 941–955 Boylston Street: alberga una estación de bomberos y ahora también alberga el Instituto de Arte Contemporáneo, parte del Boston Architectural College.
- Back Bay Fens Berklee College of Music en Avenida Massachusetts y la calle Boylston
- Colegio de Música de Berklee
- Boston Common
- Jardín Público de Boston
- Biblioteca Pública de Boston
- Plaza Copley

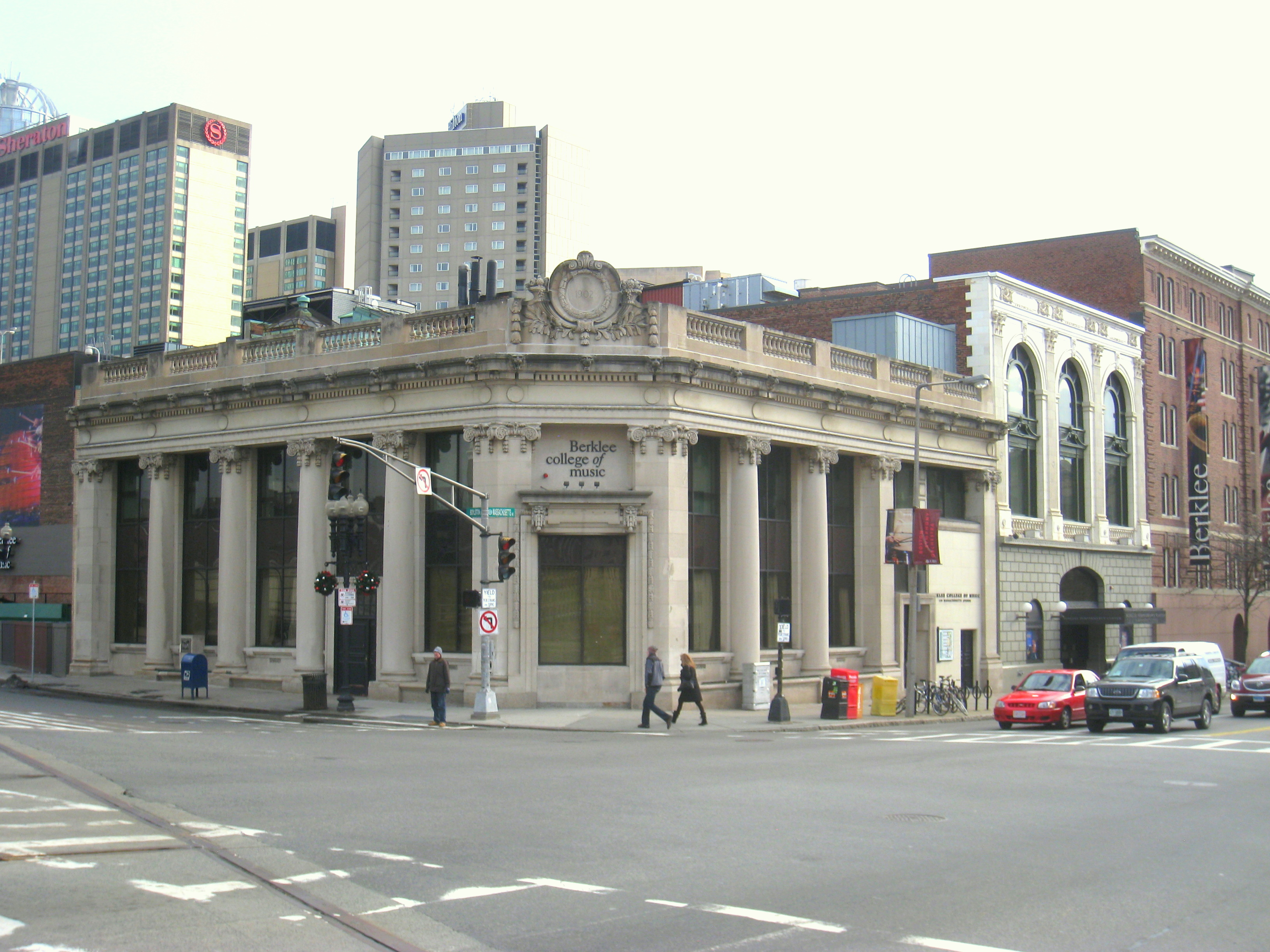
Berklee College of Music en Avenida Massachusetts y la calle Boylston

- Emerson College: varios edificios están ubicados a lo largo de la calle frente a Boston Common
- Centro de Convenciones Hynes
- Sociedad Histórica de Massachusetts - 1154 Boylston Street[8]
- Old South Church
- Santuario Eucarístico de San Clemente
- Saint Francis House: un antiguo edificio de Boston Edison Electric Illuminating Company
- Salón Steinert
- Iglesia de la trinidad

### Transporte
La MBTA Green Line sigue la calle Boylston en Back Bay, con paradas en Boylston, Arlington, Copley y Hynes Convention Center.